# Erikasee (Lausitz)
Der Erikasee ist ein Braunkohlentagebaurestloch im Lausitzer Braunkohlerevier. Er liegt zum größten Teil in Sachsen. Lediglich der nordwestliche Teil erstreckt sich ins Land Brandenburg. Der See ging aus dem ehemaligen Tagebau „Grube Erika“, später „Laubusch“ hervor.

## Lage
Der Erikasee erstreckt sich hauptsächlich in Ost-West-Richtung nördlich der Stadt Lauta. Im Westen wird er durch die Bundesstraße 96, im Norden durch den zur Gemeinde Elsterheide gehörenden Ortsteil Tätzschwitz begrenzt. Am östlichsten Ausläufer des Sees befindet sich die Gartenstadt Grube Erika Laubusch. Im Nordosten befindet sich das Tagebaurestloch Kortitzmühle. Dieses war vor den Sanierungsarbeiten ein Teil des Erikasees. Im östlichsten Teil des ehemaligen Abbaugebietes befindet sich der Lugteich, ein weiteres Restloch. Große Teile des Gebietes sind durch den zuständigen Sanierungsträger LMBV ausgewiesene Sperrgebiete.

## Entstehung
Die ersten Aufschlussarbeiten für den Tagebau „Grube Erika“ wurden bereits 1913 zwischen Laubusch und Nardt durchgeführt. Der Tagebau förderte bis 1962 Braunkohle für die umliegende Energieindustrien der Brikettfabrik „Grube Erika“ Laubusch und das Kraftwerk Lauta. Nachdem der Bereich östlich Laubusch ausgekohlt war, schwenkte der Abbau in westliche Richtung zwischen Lautawerk-Nord und Tätzschwitz ein. Nach einem weiteren Einschwenken erreichten die Abbaumaschinen ihre Endstellung westlich des Ortsteils Lautawerk-Nord.
Durch Grundwasseranstieg und Durchfluss des Schleichgrabens erreichte der See seine heutige Ausdehnung. Mittels Abraum wurde ein Teil des Tagebaues wieder verfüllt, welcher die heutigen (Halb-)Insel bildet. Durch umfangreiche Sanierungsarbeiten in den 1990er und Anfang der 2000er Jahre wurden die Uferböschungen größtenteils gesichert, um Rutschungen und Setzungsfließen vorzubeugen.